# Asia Rugby Championship 2016
Die Asia Rugby Championship 2016 war ein Wettbewerb für asiatische Nationalmannschaften in der Sportart Rugby Union. Es handelte sich um die 29. Ausgabe der vom Verband Asia Rugby organisierten Rugby-Union-Asienmeisterschaft. Beteiligt waren 19 Mannschaften, die in drei Divisionen gegeneinander antraten (die dritte war zusätzlich in drei Gruppen unterteilt). Japan gewann zum 24. Mal den Asienmeistertitel.

## Top 3
|    | Land     | Spiele | Siege | Unent. | Ndlg. | Spiel- punkte | Diff. | Bonus- punkte | Tabellen- punkte |
| -- | -------- | ------ | ----- | ------ | ----- | ------------- | ----- | ------------- | ---------------- |
| 1. | Japan    | 4      | 4     | 0      | 0     | 242:23        | + 219 | 4             | 20               |
| 2. | Hongkong | 4      | 2     | 0      | 2     | 95:139        | − 44  | 2             | 10               |
| 3. | Südkorea | 4      | 0     | 0      | 4     | 45:220        | − 175 | 2             | 2                |

4 Tabellenpunkte für Sieg, 2 Tabellenpunkte für Unentschieden, 1 Bonuspunkt bei vier oder mehr Versuchen, 1 Bonuspunkt bei Niederlage mit weniger als sieben Zählern Differenz.
Ergebnisse
| 30. April 2016 14:00 JST | Japan | 85 : 0         | Südkorea | NHK Spring Mitsuzawa Football Stadium, Yokohama Zuschauer: 4.698 Schiedsrichter: Patrick Kwok (Hongkong) |
| 30. April 2016 14:00 JST | Versuche: Yamashita (3) 1. n.erh., 5. erh., 26. n.erh. Kodama (5) 14. erh., 29. erh., 42. n.erh., 67. erh., 72. n.erh. Yamanaka 20. erh. Uchida 40.+1 erh. Nakamura 52. erh. Tatafu 76. erh. Moeakiola 80. erh. Erhöhungen: Yamanaka (7/9) Nakamura (3/4) | (47:0) Bericht |          | NHK Spring Mitsuzawa Football Stadium, Yokohama Zuschauer: 4.698 Schiedsrichter: Patrick Kwok (Hongkong) |

| 7. Mai 2016 16:30 HKT | Hongkong                | 3 : 38         | Japan | Hong Kong Football Club Stadium, Hongkong Zuschauer: 3.000 Schiedsrichter: Tatu Ōtsuki (Japan) |
| 7. Mai 2016 16:30 HKT | Straftritte: Rimene 15. | (3:19) Bericht | Versuche: Yamashita (3) 1. n.erh., 5. erh., 26. n.erh. Kodama (5) 14. erh., 29. erh., 42. n.erh., 67. erh., 72. n.erh. Yamanaka 20. erh. Uchida 40.+1 erh. Nakamura 52. erh. Tatafu 76. erh. Moeakiola 80. erh. Erhöhungen: Yamanaka (7/9) Nakamura (3/4) Straftritte: Yamanaka (4/6) | Hong Kong Football Club Stadium, Hongkong Zuschauer: 3.000 Schiedsrichter: Tatu Ōtsuki (Japan) |

| 14. Mai 2016 12:00 KST | Südkorea | 27 : 34         | Hongkong | Namdong-Rugby-Stadion, Incheon Schiedsrichter: Akihisa Aso (Japan) |
| 14. Mai 2016 12:00 KST | Versuche: Bok (2) 9. n.erh., 63. erh. Soo 38. erh. Yong 71. n.erh. Erhöhungen: Yeong (2/3) Straftritte: Yeong (1/1) 47. | (12:13) Bericht | Versuche: McQueen (2) 3. erh., 50. erh. Hood 56. erh. Rimeme 77. erh. Erhöhungen: Rimeme (4/4) Straftritte: Rimeme (2/2) 13., 19. | Namdong-Rugby-Stadion, Incheon Schiedsrichter: Akihisa Aso (Japan) |

| 21. Mai 2016 12:00 KST | Südkorea                    | 3 : 60         | Japan | Namdong-Rugby-Stadion, Incheon Zuschauer: 500 Schiedsrichter: Matt Rodden (Hongkong) |
| 21. Mai 2016 12:00 KST | Straftritte: Yeong (1/2) 2. | (3:29) Bericht | Versuche: Sakate (2) 5. n.erh., 49. erh. Yamanaka (2) 26. n.erh., 32. erh. Uchida 12. n.erh. Strafversuch 23. erh. Kodama 53. n.erh. Yatabe 61. erh. Yasuda 73. n.erh. Noguchi 80. erh. Erhöhungen: Nakamura (2/8) Yamanaka (3/4) | Namdong-Rugby-Stadion, Incheon Zuschauer: 500 Schiedsrichter: Matt Rodden (Hongkong) |

| 28. Mai 2016 14:00 JST | Japan | 59 : 17         | Hongkong                                                                                                | Prinz-Chichibu-Rugbystadion, Tokio Zuschauer: 5.771 Schiedsrichter: Tim Baker (Hongkong) |
| 28. Mai 2016 14:00 JST | Versuche: Kotaki 24. erh. Ishibashi (2) 28. erh., 47. erh. Moeakiola (2) 35. erh., 60. erh. Yamanoto 41. erh. Maeda 53. erh. Strafversuch 73. erh. Erhöhungen: Nakamura (8/8) Straftritte: Nakamura (1/1) 40.+1 | (24:10) Bericht | Versuche: Griffiths 19. erh. Cunningham 44. erh. Erhöhungen: Rimene (2/2) Straftritte: Rimene (1/1) 13. | Prinz-Chichibu-Rugbystadion, Tokio Zuschauer: 5.771 Schiedsrichter: Tim Baker (Hongkong) |

| 4. Juni 2016 16:30 HKT | Hongkong | 41 : 15         | Südkorea                                                                                    | Hong Kong Football Club Stadium, Hongkong |
| 4. Juni 2016 16:30 HKT | Versuche: Rimene 11. erh. Fenn 30. erh. Meacheam (2) 40. erh., 48. erh. Robinson 80. erh. Erhöhungen: Rimene (5/5) Straftritte: Rimene (2/2) 22., 70. | (24:15) Bericht | Versuche: Yeong 6. erh. Kim 26. n.erh. Erhöhungen: Yeong (1/2) Straftritte: Yeong (1/1) 36. | Hong Kong Football Club Stadium, Hongkong |

## Division 1
|    | Land        | Spiele | Siege | Unent. | Ndlg. | Spiel- punkte | Diff. | Bonus- punkte | Tabellen- punkte |
| -- | ----------- | ------ | ----- | ------ | ----- | ------------- | ----- | ------------- | ---------------- |
| 1. | Malaysia    | 3      | 2     | 0      | 1     | 92:45         | + 47  | 3             | 11               |
| 2. | Sri Lanka   | 3      | 2     | 0      | 1     | 75:80         | − 5   | 1             | 9                |
| 3. | Philippinen | 3      | 1     | 0      | 2     | 60:63         | − 3   | 3             | 7                |
| 4. | Singapur    | 3      | 1     | 0      | 2     | 68:97         | − 39  | 0             | 4                |

4 Tabellenpunkte für Sieg, 2 Tabellenpunkte für Unentschieden, 1 Bonuspunkt bei vier oder mehr Versuchen, 1 Bonuspunkt bei Niederlage mit weniger als sieben Zählern Differenz.
- Malaysia gewann das Turnier und hätte damit die Chance gehabt, gegen den Letztplatzierten der Top 3 um den Aufstieg zu spielen, verzichtete aber auf die Teilnahme und verbleibt somit in der Division 1.
- Singapur war vor Beginn des Wettbewerbs in die Division 1 befördert worden, um Kasachstan zu ersetzen, das sich aus dem Turnier zurückgezogen hatte.

Ergebnisse
| 8. Mai 2016 | Sri Lanka | 33 : 17 | Singapur | Royal Selangor Club, Kuala Lumpur |
| 8. Mai 2016 |           |         |          | Royal Selangor Club, Kuala Lumpur |

| 8. Mai 2016 | Malaysia | 10 : 15 | Philippinen | Royal Selangor Club, Kuala Lumpur |
| 8. Mai 2016 |          |         |             | Royal Selangor Club, Kuala Lumpur |

| 11. Mai 2016 | Philippinen | 24 : 28 | Singapur | Royal Selangor Club, Kuala Lumpur |
| 11. Mai 2016 |             |         |          | Royal Selangor Club, Kuala Lumpur |

| 11. Mai 2016 | Malaysia | 42 : 17 | Sri Lanka | Royal Selangor Club, Kuala Lumpur |
| 11. Mai 2016 |          |         |           | Royal Selangor Club, Kuala Lumpur |

| 14. Mai 2016 | Sri Lanka | 25 : 21 | Philippinen | Royal Selangor Club, Kuala Lumpur |
| 14. Mai 2016 |           |         |             | Royal Selangor Club, Kuala Lumpur |

| 14. Mai 2016 | Malaysia | 40 : 20 | Singapur | Royal Selangor Club, Kuala Lumpur |
| 14. Mai 2016 |          |         |          | Royal Selangor Club, Kuala Lumpur |

## Division 2
Halbfinale
| 18. Mai 2016 | Thailand | 25 : 16 | Guam | Dustlik-Stadion, Taschkent |
| 18. Mai 2016 |          |         |      | Dustlik-Stadion, Taschkent |

| 18. Mai 2016 | Vereinigte Arabische Emirate | 63 : 13 | Usbekistan | Dustlik-Stadion, Taschkent |
| 18. Mai 2016 |                              |         |            | Dustlik-Stadion, Taschkent |

Spiel um 3. Platz
| 21. Mai 2016 | Guam | 23 : 22 | Usbekistan | Dustlik-Stadion, Taschkent |
| 21. Mai 2016 |      |         |            | Dustlik-Stadion, Taschkent |

Finale
| 21. Mai 2016 | Thailand | 18 : 70 | Vereinigte Arabische Emirate | Dustlik-Stadion, Taschkent |
| 21. Mai 2016 |          |         |                              | Dustlik-Stadion, Taschkent |

Die Vereinigten Arabischen Emirate steigen in die Division 1 auf.

## Division 3

### Ostasien
| 5. November 2016 | Indonesien | 12 : 48 | Laos | Chaloem Phra Kiat Stadion, Bangkok |
| 5. November 2016 |            |         |      | Chaloem Phra Kiat Stadion, Bangkok |

### Westasien
| 26. April 2016 | Jordanien | 41 : 12 | VAE Shaheen | Petra University, Amman |
| 26. April 2016 |           |         |             | Petra University, Amman |

| 29. April 2016 | Jordanien | 43 : 13 | Saudi-Arabien | Petra University, Amman |
| 29. April 2016 |           |         |               | Petra University, Amman |

### West-/ Zentralasien
| 16. April 2016 | Katar | 35 : 12 | Iran | Aspire Rugby Football Center, Dubai |
| 16. April 2016 |       |         |      | Aspire Rugby Football Center, Dubai |

| 19. April 2016 | Iran | 12 : 34 | Libanon | Aspire Rugby Football Center, Dubai |
| 19. April 2016 |      |         |         | Aspire Rugby Football Center, Dubai |

| 22. April 2016 | Katar | 25 : 19 | Libanon | Aspire Rugby Football Center, Dubai |
| 22. April 2016 |       |         |         | Aspire Rugby Football Center, Dubai |